# Stiphropus strandi
Stiphropus strandi là một loài nhện trong họ Thomisidae.
Loài này thuộc chi Stiphropus. Stiphropus strandi được miêu tả năm 1938 bởi Spassky.